# ツキノハナシ
『ツキノハナシ』は、錦戸亮の楽曲。2021年7月7日にNOMAD RECORDSから配信限定シングルとしてAmazon Music限定でストリーミング配信された。

## 概要
- 前作『オモイデドロボー』から約1年7か月振りのリリース[注 2]。
- 本曲はビッグバンド風のにぎやかなアレンジが印象的な楽曲となっている[1]。
- 自身のライブツアー『錦戸亮 LIVE TOUR 2021 "Note"』で初披露された[1][2]。
- 2021年7月7日、Amazon Musicのストリーミング配信限定で『ジンクス』と同時に独占配信された[3][4][5][6][7][注 1]。
- 2022年11月30日、3rdアルバム『Nocturnal』に本曲を収録予定[8]。約1年半越しのCD化となった。

## 収録曲
1. ツキノハナシ - [3:13]
作詞・作曲・編曲：錦戸亮

## 収録作品

### ストリーミング配信限定作品

#### 単曲
- 『ツキノハナシ (AMAZON ORIGINAL)』

#### サウンドトラック
- 『『Music4Cinema』オリジナルサウンドトラック』

### アルバム
- 3rdアルバム『Nocturnal』

### 映像作品

#### ライブ映像
- 3rdライブBlu-ray/DVD『錦戸亮 LIVE TOUR 2021 "Note"』

※通常盤の特典CDにはライブ音源を収録。
- 4thライブBlu-ray/DVD『錦戸亮 LIVE 2021 "SHABBY"』

※通常盤の特典CDにはライブ音源を収録。
- 3rdアルバム『Nocturnal』(特別仕様LIVE盤 特典Blu-ray/DVD)

※通常盤の特典CDにはライブ音源を収録。
- 5thライブBlu-ray/DVD『錦戸亮 LIVE TOUR 2022 "Nocturnal"』

※通常盤の特典CDにはライブ音源を収録。
- 6thライブBlu-ray/DVD『錦戸亮 LIVE TOUR 2024 "NOMADOFNOWHERE"』

※通常盤の特典CDにはライブ音源を収録。